# Kratelli Josephine
Kratelli Josephine, eredeti nevén  Krateyl Jozefina (Budapest, 1950. október 28.) magyar énekesnő. A több mint 250 éves múlttal rendelkező Krateyl cirkuszdinasztia leszármazottja.

## Élete
Pályáját artistaként kezdte, a család produkcióinak közreműködőjeként bejárta a fél világot, majd az 1970-es évek közepétől már mint bárénekesnő lépett színpadra.
1975 és 1986 között külföldön énekelt az NSZK, NDK, Jugoszlávia, valamint Belgium nagyvárosainak neves szórakozóhelyein, zenekarokkal valamint szólistaként is.
Hazatérését követően 1999-ig olyan híres budapesti bárokban lépett fel mint például a Hotel Volga, Hotel Amazon, Hotel Astoria.
2000 tavaszán hozta létre saját zenekarát, a Josephine Music Companyt.
2002-ben megjelent első lemeze Tűzön-vízen át címmel, majd négy évvel később második lemeze az Új világ.
2007-ben Fonogram díjra jelölték „Az év hazai jazzalbuma” kategóriában.
Dalai rendszeresen hallhatóak a 90.9 Jazzy rádióban.
Saját zenekarával dolgozik napjainkban is, valamint rendszeresen látható a Sláger TV Zeneexpressz című műsorában.
2011 szeptemberétől állandó vendégművésze a világhírű Eötvös Cirkusz műsorának.

## Díjak elismerések
- Magyar Jótékonysági Díj, 2020.

## Diszkográfia
- Tűzön-vízen át (2002)
- Új világ (2006)